# Нижньоманоминське сільське поселення
Ни́жньомано́минське сільське поселення (рос. Нижнеманоминское сельское поселение) — сільське поселення у складі Нанайського району Хабаровського краю Росії.
Адміністративний центр та єдиний населений пункт — село Нижня Манома.

## Населення
Населення сільського поселення становить 172 особи (2019; 181 у 2010, 188 у 2002).